# Plumbago amplexicaulis
Plumbago amplexicaulis är en triftväxtart som beskrevs av Daniel Oliver. Plumbago amplexicaulis ingår i släktet blyblommor, och familjen triftväxter. Inga underarter finns listade i Catalogue of Life.